# Crosse aux Jeux olympiques de 1908
Navigation
Édition précédente
Une compétition de crosse ou de lacrosse s'est déroulée dans le cadre des Jeux olympiques de 1908 à Londres. Ce fut la deuxième et dernière apparition de ce sport aux Jeux olympiques. Seules deux équipes ont concouru, la Grande-Bretagne et le Canada. L'Afrique du Sud avait inscrit une équipe mais déclara forfait avant le tournoi.

## Tableau des médailles
| Position | Pays            | Or | Argent | Bronze | Total |
| 1        | Canada          | 1  | 0      | 0      | 1     |
| 2        | Grande-Bretagne | 0  | 1      | 0      | 1     |

## Participants

### Canada

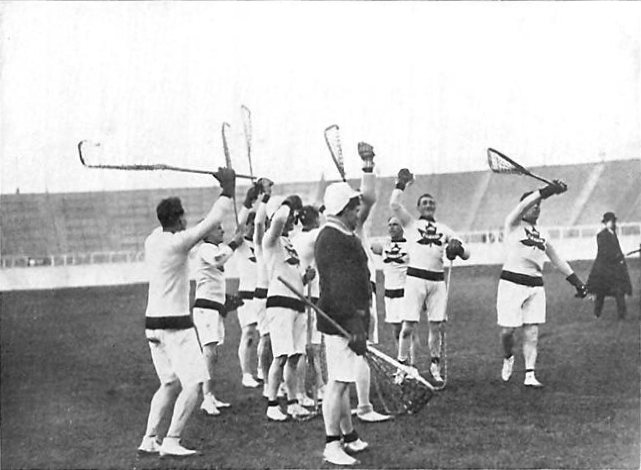
Les Canadiens fêtent leur victoire.

- Patrick Brennan
- John Broderick
- George Campbell
- Angus Dillon
- Frank Dixon
- Richard Louis Duckett
- J. Fyon
- Tommy Gorman
- Ernest Hamilton
- Henry Hoobin
- Albert Hara
- Clarence McKerrow
- David McLeod
- George Rennie
- Alexander Turnbull

### Grande-Bretagne
- Gustav Alexander
- J. Alexander
- L. Blockey
- George Buckland
- Eric Dutton
- V. G. Gilbey
- S. N. Hayes
- F. S. Johnson
- Wilfrid Johnson
- Edward Jones
- Reginald Martin
- Gerald Mason
- G. J. Mason
- Johnson Parker-Smith
- Hubert Ramsey
- Charles Scott
- H. Shorrocks
- Norman Whitley

## Résultats

### Finale
| 24 octobre | Grande-Bretagne | 10 | - | 14 | Canada |